# Cameron Morrah
Cameron Morrah (Pomona, 18 marzo 1987) è un ex giocatore di football americano statunitense che ha militato nel ruolo di tight end nella National Football League. Fu scelto nel corso del settimo giro del Draft NFL 2009 dai Seattle Seahawks. Al college ha giocato a football a California.

## Carriera

### Seattle Seahawks
Morrah fu scelto nel corso del settimo giro del Draft 2009 dai Seahawks dopo aver guidato i California Golden Bears in touchdown su ricezione nella stagione 2008-2009. Nella sua prima stagione a Seattle giocò solamente tre partite, nessuna delle quali da titolare, con una sola ricezione.
Cameron trovò più spazio nella stagione 2010 quando giocò 15 partite, tre delle quali come tight end titolare, accumulando 117 yard su 9 ricezioni, ad una media di 13 yard per ricezione.
Nella stagione 2011, Morrah giocò nove partite, 4 da titolare, con 6 ricezioni per 74 yard totali. La stagione successiva la passò tutta in lista infortunati.

### San Francisco 49ers
Nell'aprile 2013, Morrah passò ai San Francisco 49ers. Fu svincolato il 13 giugno 2013.

### Detroit Lions
Il 19 agosto 2013, Morrah firmò coi Detroit Lions ma fu svincolato otto giorni dopo.

### Denver Broncos
Il 22 gennaio 2014, Cameron firmò con i Denver Broncos.